# Командный вид спорта
Командный вид спорта — исторически сложившийся вид спорта, основанный на соревновании между собой двух или более организованных групп спортсменов (команд), состоящих из определённого количества участников. 
В командных видах спорта стороной состязательного процесса и субъектом достижения победного результата является определённый коллектив (группа, команда) спортсменов, каждый из которых действует в интересах коллектива (группы, команды). 
Члены команды ставят цели, принимают решения, общаются, решают конфликты и проблемы в благоприятной, доверительной атмосфере, чтобы достигнуть своих целей. 
Это можно увидеть в таких видах спорта, как хоккей, футбол, американский футбол, баскетбол, волейбол, теннис, водное поло, лакросс, гребля, регби, крикет, гандбол, мотобол и многие другие.

## Олимпийские командные виды спорта
Шесть спортивных команд дебютировали в регби-7 на Олимпийских играх в 2016. Крикет может быть включен в олимпийскую программу в 2020 году.
Хоккей с шайбой и кёрлинг проводятся на зимних Олимпийских играх.
Ниже представлены все олимпийские командные виды спорта для мужчин и женщин.
| Вид спорта                           | Мужчины           | Женщины        |                     |                |
| Вид спорта                           | Начало проведения | Проводился раз | Начало проведения   | Проводился раз |
| ------------------------------------ | ----------------- | -------------- | ------------------- | -------------- |
| Регби на Олимпийских играх           | Париж 1900        | 5              | Рио-де-Жанейро 2016 | 1              |
| Водное поло на Олимпийских играх     | Париж 1900        | 26             | Сидней 2000         | 4              |
| Футбол на Олимпийских играх          | Париж 1900        | 25             | Атланта 1996        | 5              |
| Хоккей на траве на Олимпийских играх | Лондон 1908       | 21             | Москва 1980         | 8              |
| Баскетбол на Олимпийских играх       | Берлин 1936       | 17             | Монреаль 1976       | 9              |
| Волейбол на Олимпийских играх        | Токио 1964        | 12             | Токио 1964          | 12             |
| Гандбол на Олимпийских играх         | Берлин 1936       | 11             | Монреаль 1976       | 9              |
| Хоккей с шайбой на Олимпийских играх | Антверпен 1920    | 21             | Нагано 1998         | 4              |
| Кёрлинг на Олимпийских играх         | Шамони 1924       | 5              | Нагано 1998         | 4              |